# وادي محرم (سلطنة عمان)
تمتاز قرية "وادي محرم" وهي إحدى القرى التابعة لولاية سمائل بمحافظة الداخلية بكثرة مياهها المنسابة على ضفاف الوادي وكثافة الأشجار الوارفة سواءً كانت على سفوح الجبال أم على ضفاف الوادي بالإضافة إلى الآثار القديمة وعدد من الكهوف والحصون والبيوت الأثرية.
تعود تسمية قرية "وادي محرم" بهذا الاسم لوقوعها وسط الوادي، وبسبب اختيار سكان وأهالي القرية لهذا الاسم، وتتبع "وادي محرم" (6) قرى وهي "العيينة" و"يورخ محرم" و"السيح" و"البيعة" و"خلا"، ومن أشهر العلماء الذين سكنوا في الوادي الشاعر الشيخ العلامة أبو مسلم الرواحي البهلاني، والإمام محمد بن عبد الله الخليلي. قرية "وادي محرم" يقطنها حوالي 2500 شخص، ويحدها من الشرق ولاية المضيبي، ومن الغرب ولاية إزكي، وتبعد عن مركز الولاية (57) كيلومترًا وعن محافظة مسقط حوالي (130) كيلومترًا.

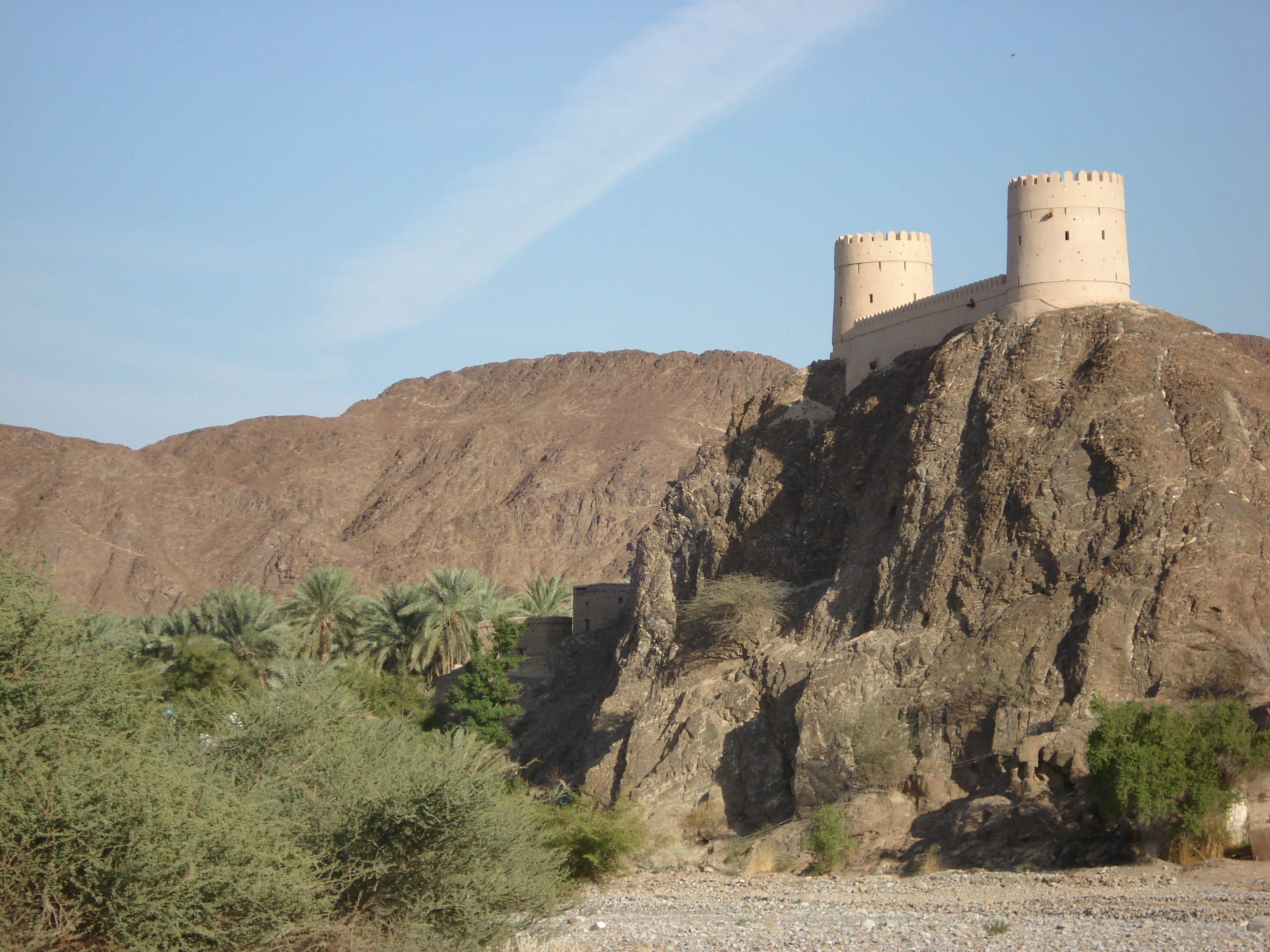
سمائل/سلطنة عمان

يقول الشيخ "حمود بن عبدالله الرواحي" أحد مشايخ القرية توجد في "وادي محرم" الكثير من المعالم السياحية والتاريخية أهمها "حارة الحصن" التي تقع على سفح الوادي وتطل على أشجار النخيل والمزروعات مما يعطيها منظراً جميلاً، ويوجد بها العديد من المنازل القديمة والتاريخية ذات الطابع المعماري الجميل المؤلفة من طابقين وثلاثة طوابق ، كمنزل الشيخ العلامة الشاعر أبو مسلم الرواحي البهلاني ومنزل الشيخ العلامة سعيد بن خلفان الخليلي ولم يتبق لهذين المنزلين سوى بعض الآثار حيث تهدمت بعض جدرانهما بسبب العوامل الطبيعية ، وكذلك "حارة المحضر" وتقع في الجهة الثانية المقابلة "لحارة الحصن" ويوجد بها منزل الإمام محمد بن عبدالله الخليلي، إضافة الى المياه دائمة الجريان يتخللها عدد من الأشجار والخضرة".